# Gran Premi dels Països Baixos
|  | Aquest article tracta sobre Fórmula 1. Si cerqueu informació sobre motociclisme, vegeu «Gran Premi dels Països Baixos de motociclisme». |

El Gran Premi dels Països Baixos és una competició vàlida per al campionat automobilístic de Fórmula 1 que es disputat a Zandvoort, entre els anys que van del 1952 al 1985 i torna a partir del 2021.

## Història
El circuit de Zandvoort fou el focus de les carreres de vehicles per moltes dècades. La localitat de Zandvoort es troba en la costa del Mar del Nord, prop de la capital de les tulipes, Haarlem. Durant els anys 1930 va haver diverses curses en circuits urbans de carrers, però fou durant la invasió alemanya que es va iniciar la vocació de carreres de Zandvoort. Es diu que l'alcalde, en un intent desesperat d'evitar que la gent del poble anàs als camps de treball, va acceptar que es construís una via recta directe cap al centre de la localitat que podria ser utilitzada per a desfilades al final de la guerra. Aquesta via va ser més endavant connectada a altres vies que donaren accés a les posicions defensives en la costa.
Quan acabà la guerra, algunes d'aquestes vies van ser ampliades i entrellaçades, formant-se així un circuit de carreres dissenyat per responsables de la Real Associació Motociclista Holandesa i l'assessorament de Sammy Davis, guanyador el 1927 de les 24 hores de Le Mans.
La primera competició es va portar a terme el 1948, amb el títol de Gran Premi de Zandvoort, guanyat pel príncep Bira de Thailàndia en un antic Maserati davant dels pilots britànics Tony Rolt i Reg Parnell. El següent any la competència es va disputar sota les regles de la Fórmula 1 i va ser guanyada per Gigi Villoresi amb un Alfa Romeo.
El 1950, la carrera va rebre el nom de Gran Premi dels Països Baixos i l'any 1952 va entrar a formar part del campionat mundial. Des de llavors va formar part del calendari del campionat mundial fins als anys 1980. Va ser un circuit on el pilotatge podia fer la diferència. Entre els guanyadors es troben Jim Clark, Jackie Stewart i Niki Lauda. El 1979 Gilles Villeneuve va haver de conduir una volta sencera en tres rodes.
El revolt de Tarzan al final de la recta principal ha estat sempre el lloc ideal per a avançar a altres pilots.
En l'actualitat, el circuit està en fase d'adaptació a les noves regulacions i els Països Baixos esperen reincorporar aquesta carrera al calendari de la Fórmula 1 pròximament.
El gran premi tornaria al 2020 degut a popularitat del pilot neerlandès Max Verstappen, que lluita per les victòries i pel títol en l'equip Red Bull Racing, més degut a pandemia de COVID-19, que va apartar el públic de les competicions esportives en general, sobretot en la Fórmula 1, el retorn del gran premi va ser ajornat pel any següent, on el pilot neerlandès estat lluitant per ser campió, obtenint diverses victòries en la temporada, en l'esperança de un gran públic.

## Guanyadors del Gran Premi dels Països Baixos
Les curses que no van formar part del calendari de la Fórmula 1 es troben amb un fons de color
| Any  | Pilot Guanyador                 | Equip guanyador                 | Circuit                         | Resultats                       |
| ---- | ------------------------------- | ------------------------------- | ------------------------------- | ------------------------------- |
| 2023 | Max Verstappen                  | Red Bull                        | Zandvoort                       | Resultats                       |
| 2022 | Max Verstappen                  | Red Bull                        | Zandvoort                       | Resultats                       |
| 2021 | Max Verstappen                  | Red Bull                        | Zandvoort                       | Resultats                       |
| 2020 | El Gran Premi va ser cancel·lat | El Gran Premi va ser cancel·lat | El Gran Premi va ser cancel·lat | El Gran Premi va ser cancel·lat |
| 1985 | Niki Lauda                      | McLaren                         | Zandvoort                       | Resultats                       |
| 1984 | Alain Prost                     | McLaren                         | Zandvoort                       | Resultats                       |
| 1983 | René Arnoux                     | Ferrari                         | Zandvoort                       | Resultats                       |
| 1982 | Didier Pironi                   | Ferrari                         | Zandvoort                       | Resultats                       |
| 1981 | Alain Prost                     | Renault                         | Zandvoort                       | Resultats                       |
| 1980 | Nelson Piquet                   | Brabham                         | Zandvoort                       | Resultats                       |
| 1979 | Alan Jones                      | Williams                        | Zandvoort                       | Resultats                       |
| 1978 | Mario Andretti                  | Lotus                           | Zandvoort                       | Resultats                       |
| 1977 | Niki Lauda                      | Ferrari                         | Zandvoort                       | Resultats                       |
| 1976 | James Hunt                      | McLaren                         | Zandvoort                       | Resultats                       |
| 1975 | James Hunt                      | Hesketh                         | Zandvoort                       | Resultats                       |
| 1974 | Niki Lauda                      | Ferrari                         | Zandvoort                       | Resultats                       |
| 1973 | Jackie Stewart                  | Tyrrell                         | Zandvoort                       | Resultats                       |
| 1971 | Jacky Ickx                      | Ferrari                         | Zandvoort                       | Resultats                       |
| 1970 | Jochen Rindt                    | Lotus                           | Zandvoort                       | Resultats                       |
| 1969 | Jackie Stewart                  | Matra                           | Zandvoort                       | Resultats                       |
| 1968 | Jackie Stewart                  | Matra                           | Zandvoort                       | Resultats                       |
| 1967 | Jim Clark                       | Lotus                           | Zandvoort                       | Resultats                       |
| 1966 | Jack Brabham                    | Brabham                         | Zandvoort                       | Resultats                       |
| 1965 | Jim Clark                       | Lotus                           | Zandvoort                       | Resultats                       |
| 1964 | Richie Ginther                  | BRM                             | Zandvoort                       | Resultats                       |
| 1963 | Jim Clark                       | Lotus                           | Zandvoort                       | Resultats                       |
| 1962 | Graham Hill                     | BRM                             | Zandvoort                       | Resultats                       |
| 1961 | Wolfgang von Trips              | Ferrari                         | Zandvoort                       | Resultats                       |
| 1960 | Jack Brabham                    | Cooper                          | Zandvoort                       | Resultats                       |
| 1959 | Jo Bonnier                      | BRM                             | Zandvoort                       | Resultats                       |
| 1958 | Stirling Moss                   | Vanwall                         | Zandvoort                       | Resultats                       |
| 1955 | Juan Manuel Fangio              | Mercedes                        | Zandvoort                       | Resultats                       |
| 1953 | Alberto Ascari                  | Ferrari                         | Zandvoort                       | Resultats                       |
| 1952 | Alberto Ascari                  | Ferrari                         | Zandvoort                       | Resultats                       |
| 1951 | Louis Rosier                    | Talbot-Lago                     | Zandvoort                       | Resultats                       |
| 1950 | Louis Rosier                    | Talbot-Lago                     | Zandvoort                       | Resultats                       |
| 1949 | Luigi Villoresi                 | Ferrari                         | Zandvoort                       | Resultats                       |
| 1948 | Prince Bira                     | Maserati                        | Zandvoort                       | Resultats                       |